# Arrows A7
Pour les articles homonymes, voir A7.
Chronologie des modèles (1984)
Arrows A6 Arrows A8
L'Arrows A7 est une monoplace de Formule 1 engagée par l'écurie britannique Arrows dans le cadre du championnat du monde de Formule 1 1984. Pilotée par le Belge Thierry Boutsen et le Suisse Marc Surer, elle est d'abord engagée en alternance, puis en remplacement de l'Arrows A6.

## Historique
Le principal objectif d’Arrows en 1984 est de dégoter un moteur turbocompressé, la saison 1983 ayant démontré que les blocs atmosphériques ne peuvent plus que grappiller quelques points au gré des abandons des turbos. Les dirigeants réussissent à faire revenir Nordica et convaincre le cigarettier Barclay de les soutenir. Grâce à cette manne financière tant espérée, Arrows peut approcher BMW pour la fourniture d’un moteur turbo. 
L’Arows A6 à moteur atmosphérique Ford-Cosworth DFV doit néanmoins démarrer la saison et Boutsen récolte le point de la sixième place devant Surer lors du Grand Prix inaugural, au Brésil. Wass ne finalise l'A7 qu'au Grand Prix de Belgique mais un seul châssis est réalisé pour Boutsen. L'Arrows A7 commence le championnat en complément de l'Arrows A6 jusqu'au Grand Prix de Detroit. Sa fiabilité mécanique étant médiocre, elle subit beaucoup d'abandons.
Lorsque Boutsen échange sa monoplace avec Surer à Saint-Marin, il termine cinquième sur l'A6 tandis que Surer abandonne sur panne de turbo. L'A7 inscrit ses seuls points de l'année en Autriche où Boutsen et Surer terminent cinquième et sixième. Ses meilleures qualifications sont deux onzième places obtenues par Thierry Boutsen aux Pays-Bas et en Europe,. Son meilleur résultat reste la cinquième place de Boutsen en Autriche.
Arrows-BMW se classe dixième du championnat constructeurs avec 3 points, juste derrière Arrows-Ford et devant Ligier. Thierry Boutsen termine la saison en quinzième position, devant Eddie Cheever et derrière Jacques Laffite. Marc Surer termine vingtième, derrière Piercarlo Ghinzani.

## Résultats en championnat du monde de Formule 1

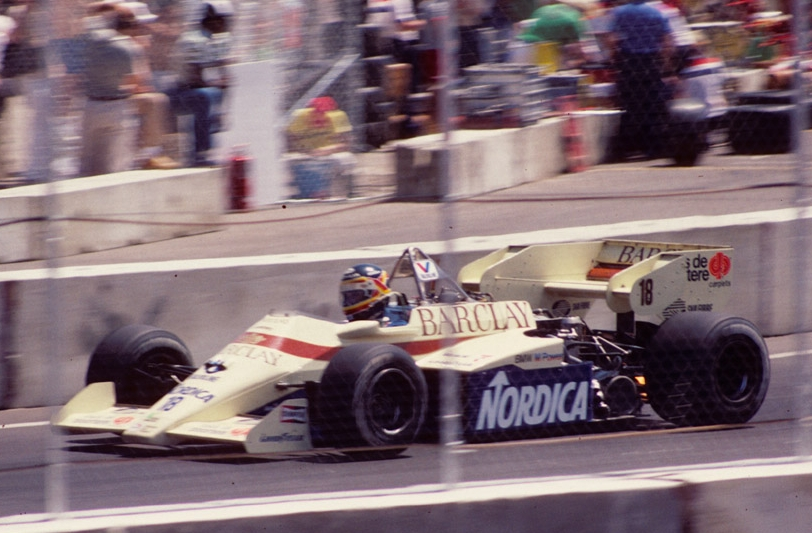
Thierry Boutsen à bord de l'Arrows A7 à Dallas.

| Saison | Écurie                     | Moteur        | Pneus    | Pilotes         | Courses | Courses | Courses | Courses | Courses | Courses | Courses | Courses | Courses | Courses | Courses | Courses | Courses | Courses | Courses | Courses | Points inscrits | Classement |
| Saison | Écurie                     | Moteur        | Pneus    | Pilotes         | 1       | 2       | 3       | 4       | 5       | 6       | 7       | 8       | 9       | 10      | 11      | 12      | 13      | 14      | 15      | 16      | Points inscrits | Classement |
| ------ | -------------------------- | ------------- | -------- | --------------- | ------- | ------- | ------- | ------- | ------- | ------- | ------- | ------- | ------- | ------- | ------- | ------- | ------- | ------- | ------- | ------- | --------------- | ---------- |
| 1984   | Barclay Nordica Arrows BMW | BMW M12/13 L4 | Goodyear |                 | BRÉ     | AFS     | BEL     | SMR     | FRA     | MON     | CAN     | DET     | DAL     | GBR     | ALL     | AUT     | P-B     | ITA     | EUR     | POR     | 3               | 11e        |
| 1984   | Barclay Nordica Arrows BMW | BMW M12/13 L4 | Goodyear | Marc Surer      |         |         |         | Abd     |         |         |         |         | Abd     | 11e     | Abd     | 6e      | Abd     | Abd     | Abd     | Abd     | 3               | 11e        |
| 1984   | Barclay Nordica Arrows BMW | BMW M12/13 L4 | Goodyear | Thierry Boutsen |         |         | Abd     |         | 11e     | Nq      | Abd     | Abd     | Abd     | Abd     | Abd     | 5e      | Abd     | 10e     | 9e      | Abd     | 3               | 11e        |

Légende : ici 